# Heinrich Spoerl

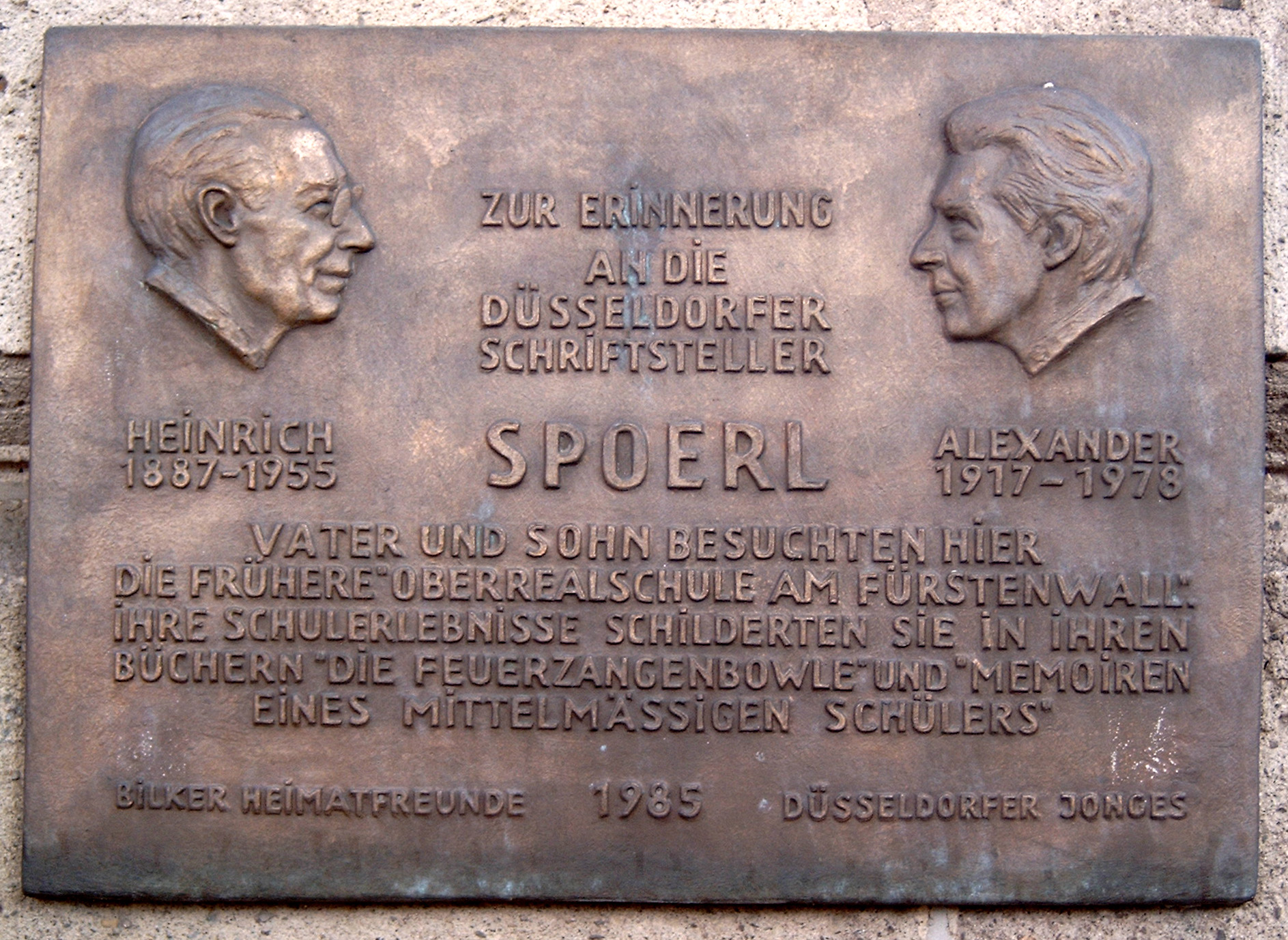
Gedenkplakette für die Schriftsteller Heinrich und Alexander Spoerl an ihrer früheren Schule in Düsseldorf

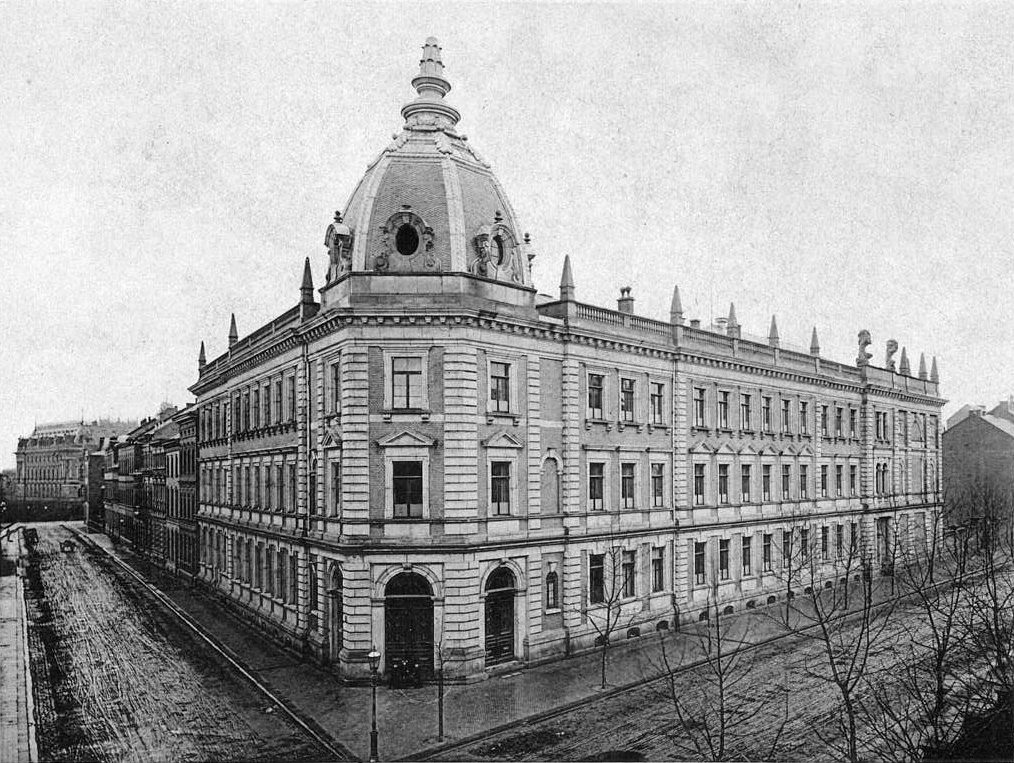
Oberrealschule am Fürstenwall 100, 1888

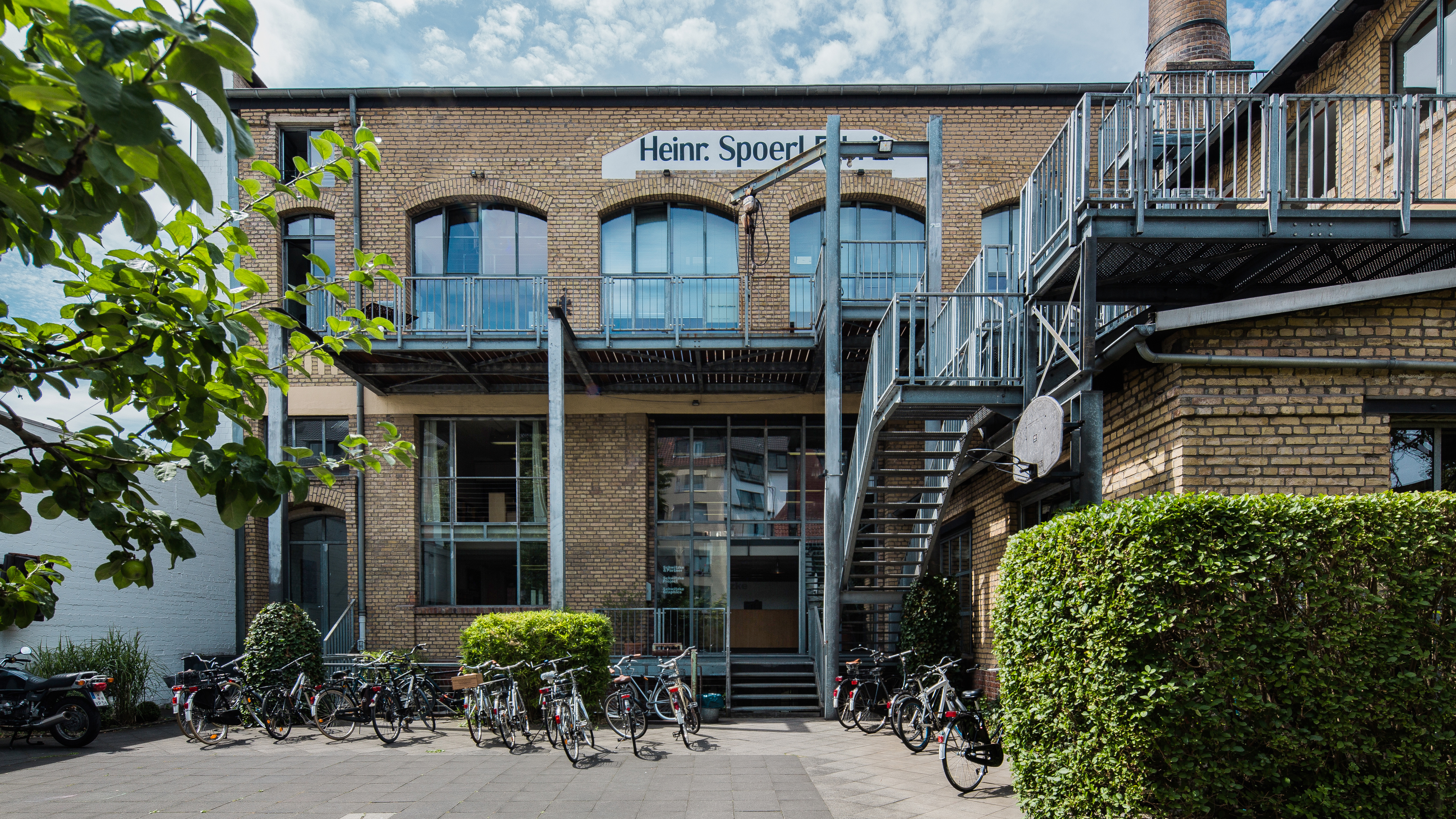
Teilaufnahme der ehemaligen J.H. Spoerl Maschinenfabrik in Düsseldorf-Pempelfort von 2015. Gebäude errichtet 1904.

Heinrich Christian Johann Spoerl (* 8. Februar 1887 in Düsseldorf; † 25. August 1955 in Rottach-Egern) war ein deutscher Schriftsteller.

## Leben
Heinrich Spoerl war der Sohn des Ingenieurs Johann Heinrich Spoerl (1862–1915) aus Hadermannsgrün bei Hof, Inhaber der „J. H. Spoerl Maschinenfabrik“ (gegründet 1884), einer Fabrik für Druck- und Papierverarbeitungsmaschinen in Düsseldorf. Heinrich Spoerl besuchte von 1893 bis 1905 die Oberrealschule am Fürstenwall in Düsseldorf-Bilk, das heutige Geschwister-Scholl-Gymnasium.
Heinrich Spoerl studierte ab 1905 Rechtswissenschaften in Marburg, Berlin, München und Bonn. Sein Referendariat leistete er in Uerdingen, nahe Düsseldorf, ab. Während seiner Studienzeit in Marburg wurde er Mitglied der schlagenden Verbindung Landsmannschaft Nibelungia. Nach dem Referendariat in Uerdingen 1913 Assessor geworden, promovierte er 1919 in Marburg zum Dr. jur. und war anschließend bis 1937 als Inhaber einer eigenen Kanzlei Rechtsanwalt in seiner Heimatstadt Düsseldorf.
Nach erfolglosen Anfängen als humoristischer Schriftsteller begann Spoerl eine kurze Zusammenarbeit mit Hans Reimann. Es entstand das Exposé für den Tonfilm So ein Flegel mit Heinz Rühmann in der Hauptrolle, worin Spoerl auf seine Schulerlebnisse zurückgriff. An dem 1934 uraufgeführten Film hatte Spoerl nicht mitgewirkt, doch war ihm bereits 1933 mit der Umformung des Stoffes zum Roman Die Feuerzangenbowle der literarische Durchbruch gelungen.
In der nun angebrochenen Zeit des Nationalsozialismus wurde Spoerl mit humorvollen Unterhaltungsromanen bekannt, die einen Bezug zur Gegenwart nur in spürbar unpolitischer Weise erkennen lassen. Im Jahr 1935 wurde er Mitglied der Reichsschrifttumskammer. Die Verfilmung von Wenn wir alle Engel wären, erneut mit Rühmann als Hauptdarsteller, empfahl 1936 der Propagandaminister Joseph Goebbels allen Filmschaffenden als Musterbeispiel für den Unterhaltungsfilm. 1938 folgte Der Maulkorb mit Ralph Arthur Roberts. Weitere Erfolge als Unterhaltungsschriftsteller, so durch die Kleinprosasammlung Man kann ruhig darüber sprechen, ermöglichten ihm, sich 1937 als freier Schriftsteller in Berlin-Wannsee niederzulassen. In den folgenden Jahren war Spoerl der erfolgreichste Bestsellerautor und einer der Spitzenverdiener im deutschen Literaturbetrieb. Mit fünf von 40 Titeln steht er auf der Bestsellerliste, darunter war es der immer wieder aufgelegte Roman Die Feuerzangenbowle, der ihn zum am meisten verkauften und vermutlich auch gelesenen Autor machte. Dies beruhte nicht nur auf dem ansteigenden Zerstreuungsbedürfnis der Leserschaft, sondern auch auf der im Zweiten Weltkrieg wachsenden Förderung der ideologiefrei erscheinenden Unterhaltungsliteratur, wie sie Spoerl repräsentierte, durch das Propagandaministerium. So erschien 1940 der Gasmann nicht nur im Neff Verlag in Berlin, sondern auch in der dortigen NSDAP-Tageszeitung Der Angriff als Fortsetzungsroman. 1943 wurde Spoerl Mitglied der Reichsfilmkammer. Im Krieg folgten drei Verfilmungen der Romane Spoerls: 1941 Der Gasmann und Das andere Ich unter der Regie von Wolfgang Liebeneiner und im Jahr 1944 die sehr erfolgreiche zweite Version der Die Feuerzangenbowle, bei der Spoerl gemeinsam mit Rühmann das Drehbuch verfasste und der Schauspieler selbst teilweise Regie führte. Sie galt wiederum als ein Beispiel „politisch-zuverlässiger“ Unterhaltung.
Während des Krieges hatte Spoerl 1941 Berlin verlassen und war nach Rottach-Egern gezogen. Nach dem Krieg praktizierte er dort von 1945 bis zum Tod seiner Frau 1947 als Rechtsanwalt, um dann erneut schriftstellerisch tätig zu werden, jetzt in Zusammenarbeit mit seinem Sohn Alexander Spoerl.
Spoerls Bücher erschienen weiterhin in großer Auflage, weil sie dem ungebrochenen Verlangen des Publikums nach unpolitisch-humorvoller Unterhaltung entsprachen. Das traf auch auf die Filme zu: In beiden deutschen Staaten wurde die 1944er Verfilmung der Feuerzangenbowle gezeigt. Der Roman Wenn wir alle Engel wären erfuhr 1956 in der Bundesrepublik sogar eine erfolgreiche Neuverfilmung mit Dieter Borsche und Marianne Koch in den Hauptrollen. Die Außenaufnahmen entstanden wie 1936 im nach wie vor malerischen Moselstädtchen Beilstein.
1911 heiratete Spoerl die Schauspielerin Emma Pretzlik aus Stockum (Kreis Bochum), die eine fast fünfjährige Tochter mit in die Ehe brachte und nach zwei Jahren Ehe verstarb. Trauzeuge war sein Düsseldorfer Freund Johann Müller-Schlösser, der mit einer jüngeren Schwester der Braut verheiratet war. Beide Ehepaare wohnten zunächst Bilker Straße 94.
Seit dem 19. August 1915 war Spoerl mit der Konzertsängerin Gertrud Kebben († 1947) verheiratet. Ihr gemeinsamer Sohn war Alexander Spoerl. Begraben ist Heinrich Spoerl auf dem neuen Friedhof von Rottach-Egern.

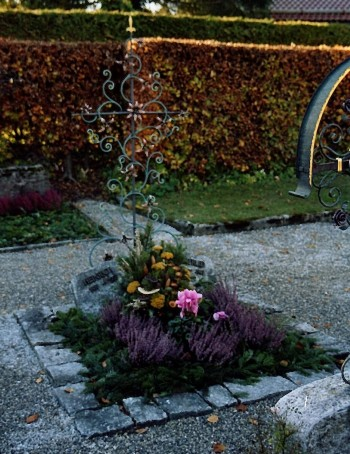
Grabstätte von Heinrich Spoerl

## Werke
- mit Hans Reimann: Der beschleunigte Personenzug, Schwank in vier Akten und einem Vorspiel, Kiepenheuer, Berlin 1931 OCLC 72035263

- Die Feuerzangenbowle. Eine Lausbüberei in der Kleinstadt. Verlag der Mittag-Bücherei, 1933. OCLC 818403629Droste, Düsseldorf 1974–2002, ISBN 3-7700-0025-0; Piper, München 2000, ISBN 3-492-23510-7.
- Der Maulkorb. Neff, Berlin 1936.
- Wenn wir alle Engel wären. Nach dem gemeinsamen Bühnenstück mit Hans Reimann: „Der beschleunigte Personenzug“. Neff, Berlin 1936.
- Man kann ruhig darüber sprechen. Heitere Geschichten und Plaudereien. Neff, Berlin 1937.
  - Der Tiefstapler.
  - Warte nur, balde –.
  - Norderney am Rhein.
  - Die Leute, die die Eide schwören.
  - Der gute Ton am Telephon.
  - Der Stift.
  - Man muß es richtig machen,
  - Spielendes Licht.
  - Die feine Flasche.
  - Vom Großen Heiligen Trunk.
  - Ferien vom Du.
  - Päng.
  - Vom Gelde.
  - Man soll es nicht tun.
  - Der Pulverkopf.
  - Bücher haben ihr Schicksal.
  - Kuß in Großaufnahme.
  - Der Willi und ich.
  - Vom Schlafen.
  - Hilfe – Musik.
  - Mädchen ohne Singular.
  - Angina geht als Engel.
  - Ich fahre in die Hölle.
  - Veränderlich.
  - Vom Tanzen.
  - Straßenbahn.
  - Man gibt sich die Ehre.
  - Zeit ohne Zeit.
  - Verjährt.
- Der Gasmann. Ein heiterer Roman. Neff, Berlin 1940.
- Das andere Ich. Neff, Berlin 1942.
- Die weiße Weste. Lustspiel in 7 Akten. Desch 1946.
- Die Hochzeitsreise. Erzählung. Piper, München 1946.
- mit Alexander Spoerl: Der eiserne Besen. Von Vater und Sohn Spoerl. Droste, Düsseldorf 1949.
- posthum: Heinrich Spoerl’s Gesammelte Werke. R. Piper & Co., München 1963.